# Hydromys
Hydromys — рід мишоподібних гризунів родини мишеві (Muridae). Етимологія: дав.-гр. μῦς — «миша», дав.-гр. ὕδωρ — «вода».

## Опис
При довжині тіла від 12 до 35 сантиметрів і приблизно такої ж довжини хвості це досить тонкі види. Шерсть темно-коричнева, жовто-коричнева або сіра зверху, знизу від яскраво-оранжевого до коричневого кольору. Як адаптації до водного життя, вони мають обтічне тіло, очі розташовані високо на голові і широкі, з невеликими перетинками, ступні.

## Середовище проживання
Види є ендеміками Нової Гвінеї та Австралії. Вони живуть по берегах річок і озер, і в болотах.

## Звички
У берегах створюють будівлю, викладену рослинним матеріалом. У сутінках, вони йдуть на полювання за рибою та водними комахами й крім того ракоподібними, жабами, черепахами і птахами.